# Plant de légume
Un plant de légume (ou plant maraîcher) est une jeune plante mise en place afin de produire un légume. Le plus souvent produit à partir d’une graine, il peut être greffé.

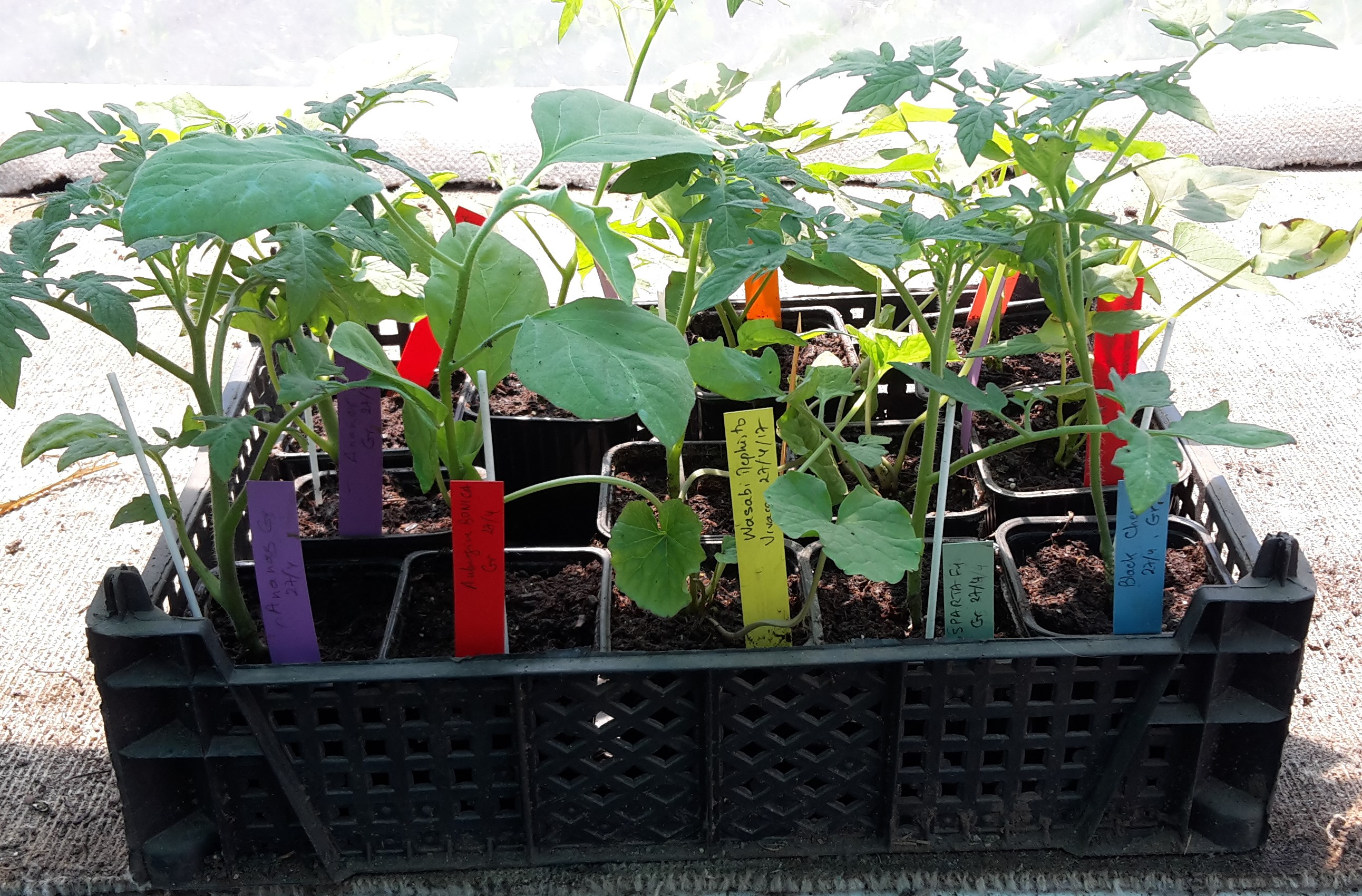
plants de légumes de diverses espèces

## Historique
Avant de développer l'utilisation des plants, les maraîchers semaient les graines sur place en poquets, puis après la levée sélectionnaient manuellement les meilleures plantules (éclaircissage). Cette technique avait le désavantage de produire des parcelles plutôt irrégulières avec des manques et des différences de stades.
Au fur et à mesure les maraîchers ont privilégié le semis de pépinières de jeunes plants. Les semis peuvent être vendu à racines nues ou non. La technique du transplant permet une sélection des plantules et apporte une production plus homogène. Les conditions de reprises sont par contre parfois aléatoires, surtout en périodes difficiles en début de saison.
L'utilisation de la tourbe de marais a permis de développer un nouveau support, la motte. Celle-ci pouvait servir au semis, à l'élevage du plant puis à la plantation. On a amélioré ainsi considérablement la régularité des parcelles et les conditions de reprises, puisque le plant ne subit plus le stress de l'arrachage et la reprise est moins problématique. Il existe aussi les plateaux alvéolés. En parallèle, les semenciers ont amélioré la qualité des semences et, en particulier les germinations.
Dans les années 1970, les techniques évoluant considérablement ainsi que la mécanisation, la profession se spécialise et apparaissent les premiers producteurs de plants. Les producteurs préfèreront se concentrer sur leur métier qui est la culture et la récolte des légumes.
Pour leur jardin potager, de nombreux agriculteurs et jardiniers amateurs produisent eux-mêmes sous abris depuis longtemps leurs plants de légumes à partir de semences de différentes espèces afin d'avancer la période de production.

## Marché français
Actuellement en France, près de 2000 entreprises produisent et commercialisent 2,2 milliards de plants de légumes d’une valeur globale de 215 millions d’euros (70 % pour le marché professionnel, 30 % pour le marché grand public). 90 % des plants sont vendus directement aux maraîchers sur le marché professionnel et 10 % aux jardiniers amateurs, soit sur le site de production, soit sur les marchés, ou dans les jardineries[réf. souhaitée].

## Techniques de production

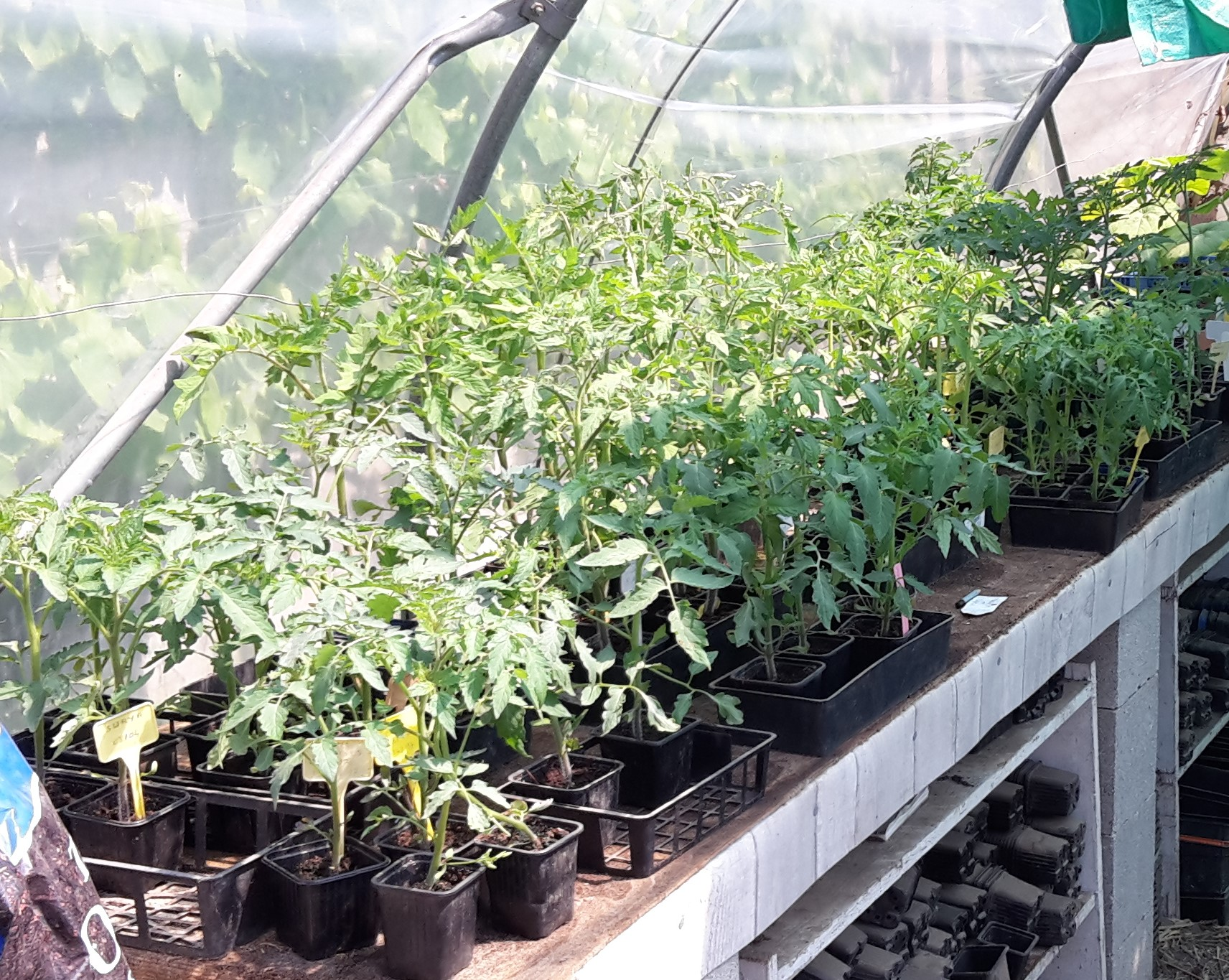
production de plants de tomates sous tunnel par des jardiniers amateurs.

Les différents types de plants présentent des qualités techniques différentes :
- les plants cultivés sur support (tourbe, laine de roche...) assurent une meilleure reprise, plus rapide et plus homogène ; on les utilise donc en début de saison ; ils sont par contre plus chers ;
- les plants sans support (en arrachis) reprennent au contraire plus difficilement, mais ils sont moins onéreux, ils sont cependant utilisables en fin de saison, car les conditions climatiques sont plus favorables.

Entre les deux il existe toute une variante de supports plus ou moins volumineux (mottes, mini-mottes, micro-mottes...) qui permettent de faire varier le rapport coût-efficacité technique en fonction des conditions plus ou favorables de reprises que l'on rencontre au fil de la saison.
Il existe différents supports de cultures :
- la motte pressée, ses constituants et sa fabrication font qu'elle se tient toute seule,
- la motte tassée, elle a besoin d'un contenant (godet, plaque alvéolée[1] pour sa création, puis par la suite se tient toute seule grâce aux racines de la plantes,
- la motte collée, on ajoute un liant à la tourbe qui lui permet de garder la forme voulue,
- la laine de roche horticole (laine de roche spécifique, hydrophile).

La mécanisation de la plantation influe également considérablement sur le choix du support d'élevage du plant. Ainsi pour les plants de salades la motte de 4 cm * 4 cm est largement utilisée au niveau professionnel. Cette motte est un compromis entre résultat technique, mécanisation et coût de production.
La production de plants sous abris permet de mettre en place les plants dès que les conditions climatiques sont satisfaisantes, afin de produire plus tôt des légumes que l'on appellera « primeurs ».
La grande majorité des tomates, concombres... que l'on trouve aujourd’hui dans le commerce sont issus de plants greffés produits sous abris.

### Plants greffés

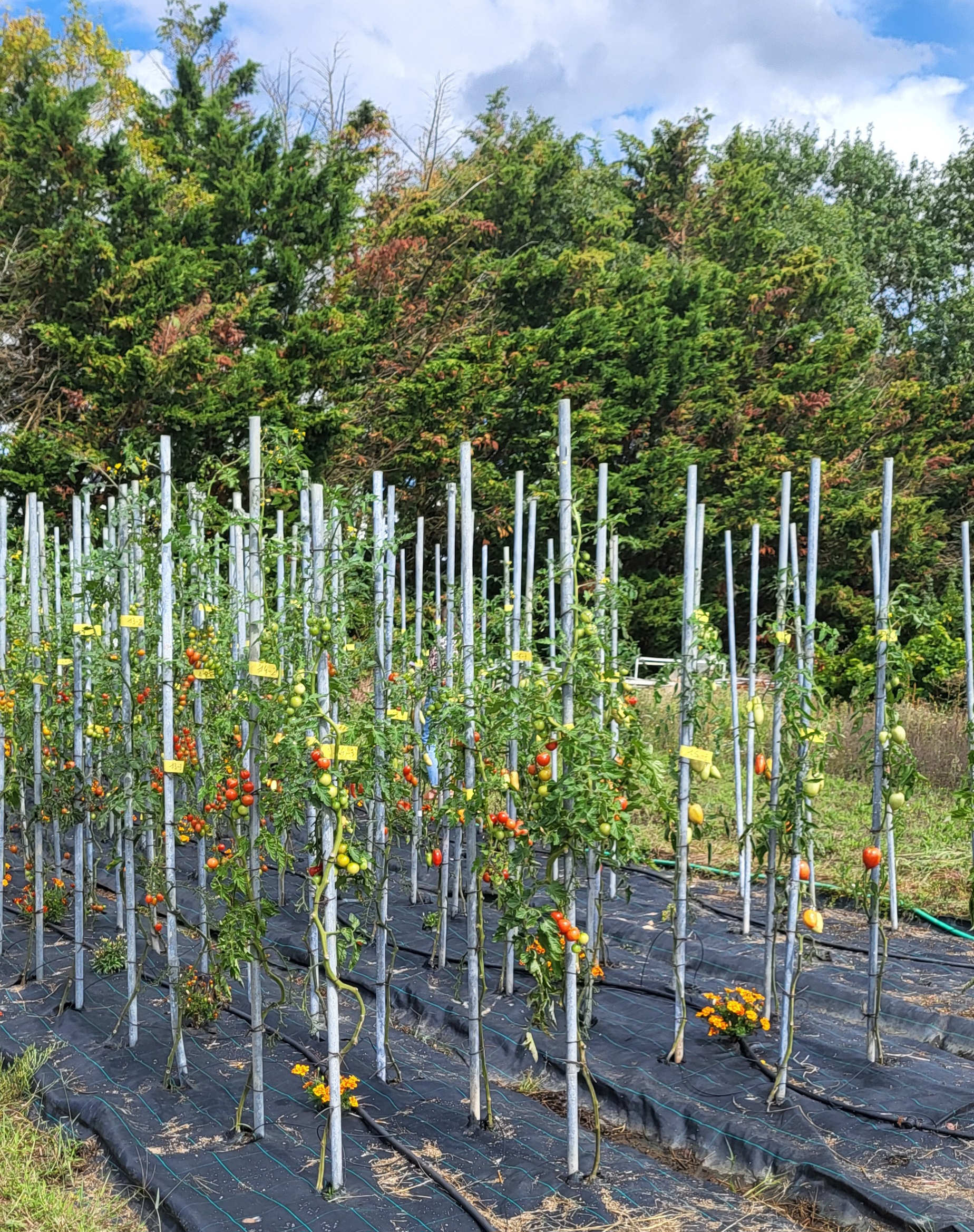
Test de plants de tomates en vue de l'attribution d'un Label rouge

La technique du greffage permet de combiner la vigueur et la résistance aux maladies du porte-greffe aux qualités de fructification du greffon. Il est pratiqué principalement sur des espèces de la famille des solanacées et des cucurbitacées. Suivant les espèces les gains sont différents, ainsi pour la tomate :
- une résistance accrue à certaines maladies du sol (fusariose, racine liégeuse, etc.),
- une vigueur supplémentaire, qui induit une nouaison de meilleure qualité, un calibre de fruit légèrement supérieur mais surtout plus constant, une prolongation de la période de mise à fruit et finalement un rendement supérieur, sans dénaturer le goût.

### Plants de légumes labellisés
Afin de permettre aux jardiniers amateurs de bénéficier de plants de légumes de qualités supérieures, un signe de qualité sous le forme d'un Label rouge est en cours de création par l'association Excellence végétale. Le premier concerne les plants de tomates.

## Espèces

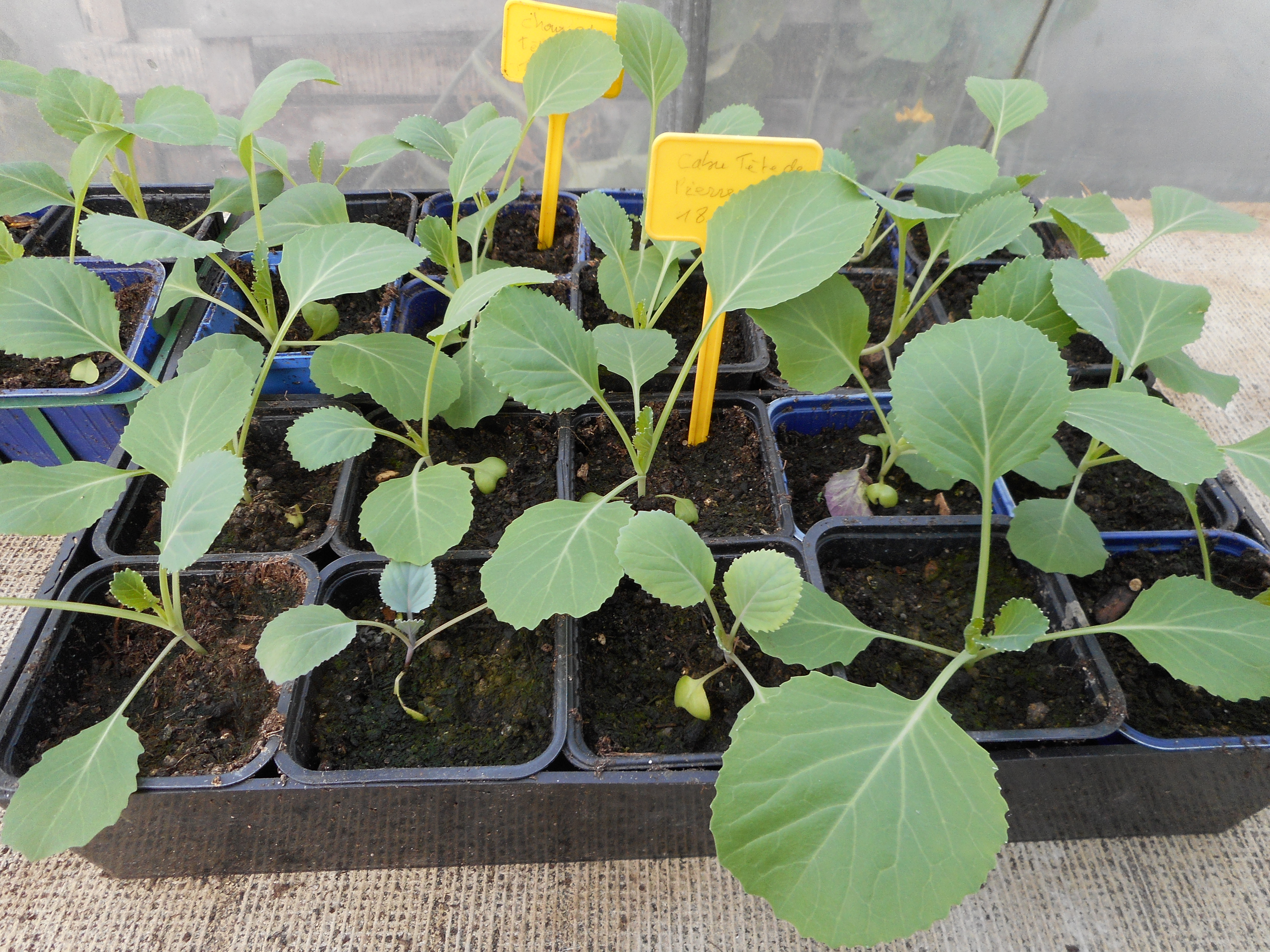
plants de choux cabus

Les principales espèces dont les plants sont produits à partir de semences sont (en nombre de plants) : les tomates, les plantes aromatiques, les fraises, les salades, (laitues et chicorées, les poireaux, les courgettes, les concombres, les divers types de choux, les melons, les betteraves, les pastèques, cornichons…), les aubergines, etc. et aussi les piments, les poivrons, les artichauts, les poirées, les oignons, céleris, les épinards,le fenouil, le maïs doux, etc.
D’autres espèces sont multipliées par voie végétative et sont commercialisées sous différentes formes : fraisier (stolons ou plants), pomme de terre (tubercules), ail (bulbes ou caïeux), échalote (bulbes), oignon (bulbilles), asperge (griffes), …

## Règlementation
La production et la vente de plants de légumes est réglementée, :

- le professionnel doit se déclarer en tant que vendeur et, si c'est le cas, producteur de plants destinés à la
commercialisation auprès de « semae » (organisme officiel responsable)
  
- la vente de plants de variétés non inscrites au catalogue officiel est interdite, y compris pour un usage
amateur exclusif,

- des conditions minimales de conformité et de qualité sanitaire des plants vendus est exigée.